# Bleu du Vercors-Sassenage

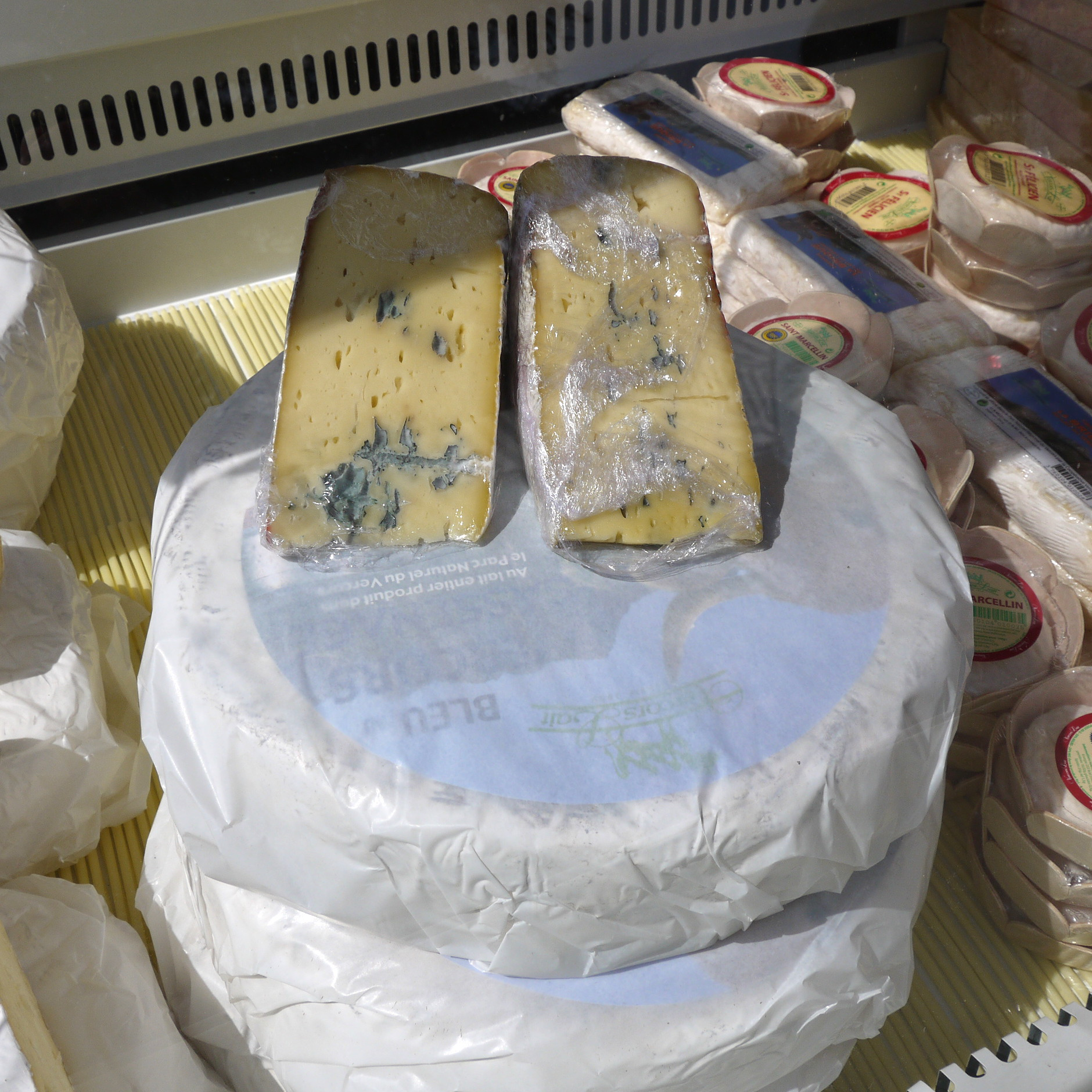
Auslage von Bleus du Vercors-Sassenage

Der Bleu du Vercors-Sassenage, früher Bleu du Vercors oder Bleu de Sassenage, ist ein Schimmelkäse aus der Region Rhône-Alpes, hergestellt aus Kuhmilch. Er stammt aus dem Massif du Vercors und dem Ort Sassenage am Fuße des Massivs gelegen.
Er trägt seit dem 30. Juli 1998 die Kennzeichnung Appellation d’Origine Contrôlée (AOC) und seit dem 15. März 2001 eine geschützte Ursprungsbezeichnung (AOP) der Europäischen Union.

## Ursprung und Charakteristik
Ursprünglich durch Mönche hergestellt, erlaubte Baron de Sassenage 1338 seine Vermarktung. Andere Quellen besagen, dass die Landbevölkerung Käse dem Herrn von Sassenage ablieferte und auf diese Weise ihre Steuern bezahlte.
Nach den Festlegungen der AOC darf nur die Milch der Bergrinderrassen Abondance, Montbéliarde und Villarde (der Schutz der Appelation bewahrt die Rinderrasse Villarde vor dem Aussterben) zur Käseherstellung verwendet werden. Die Tiere werden im Sommer geweidet und im Winter mit Heu und Nassfutter gefüttert, dass ausschließlich aus dem Gebiet der Appelation am Plateau du Vercors stammt.
Es ist ein Käse von mildem und cremigem Geschmack aus Kuhmilch mit durchgeschimmeltem, halbfestem Teig, einem mittleren Gewicht von 4 bis 4,5 kg, einem Durchmesser von 27 bis 30 cm und einer Höhe von 7 bis 9 cm. Der Fettanteil beträgt 28 %.

## Herstellung
Zur Herstellung eines Käselaibs werden 40 Liter Milch benötigt. Es wird Vollmilch verwendet, teilweise aber auch teilentrahmte Milch zugesetzt. Es wird sowohl Rohmilch wie auch pasteurisierte Milch verwendet. Bei einer Temperatur von 35 °C werden Lab, Penicillium Roqueforti und manchmal Milchsäurebakterien zugesetzt. Nachdem sich die Milch verfestigt hat, wird sie in Würfel geschnitten und die Molke entfernt. Sodann wird die Masse in Formen gegeben und auf einen Abtropftisch gestellt. 9 Stunden nach dem Dicklegen, wird er aus den Formen genommen, gesalzen und in einen Keller mit einer Temperatur von 7 bis 10 °C verbracht. Nach den Vorschriften für die AOC muss der Käse mindestens 21 Tage affiniert werden. Am 6. und am 12. Tag wird er mit einer Nadel eingestochen um Luft in den Käse zu bringen und damit den Schimmelwuchs anzuregen.

## Produktionsmenge und Gebiet

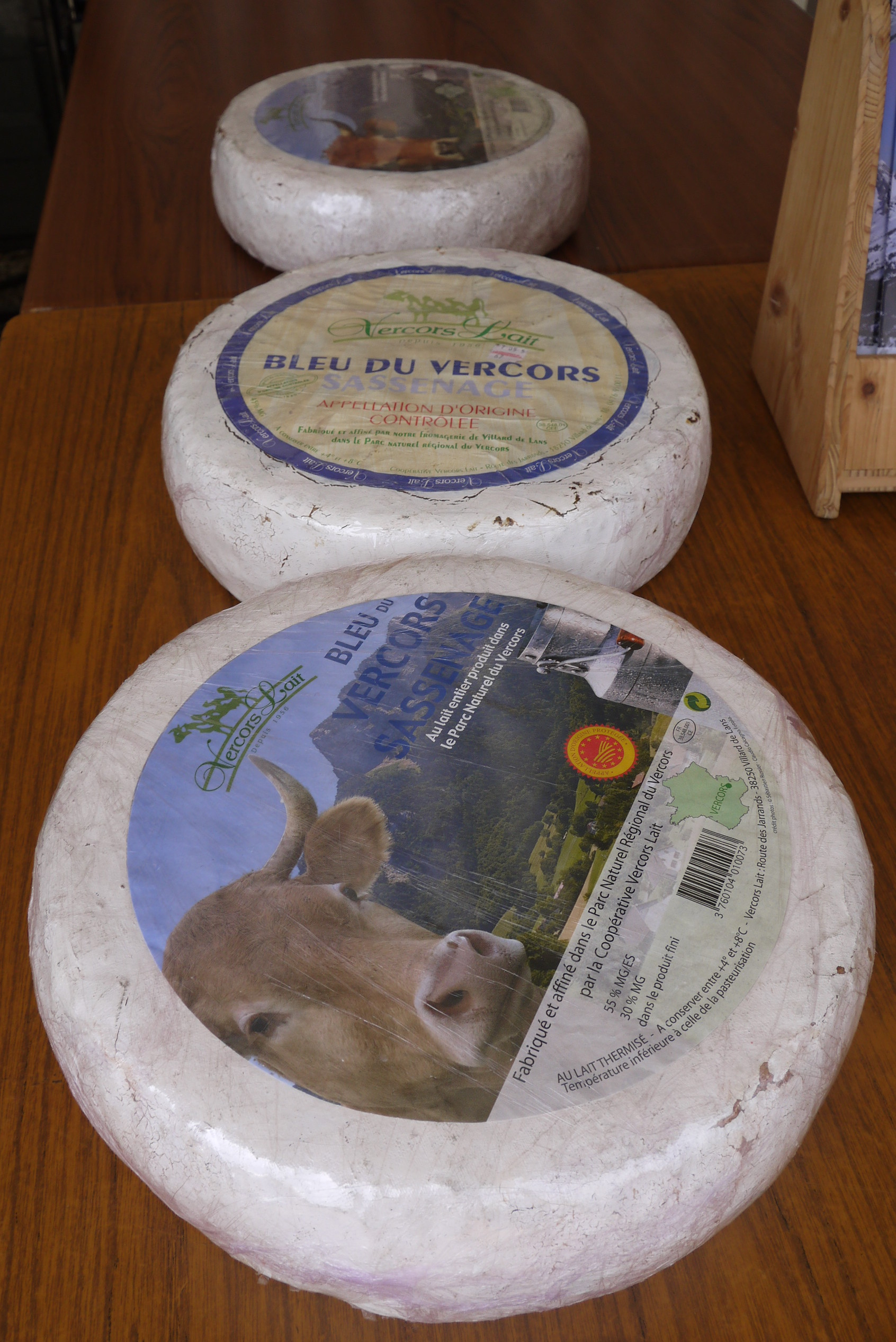
Meules de bleu du Vercors-Sassenage

Die Produktionsmenge ist von 39 Tonnen 1998, auf 171 Tonnen 2006 gestiegen. Seit 2006 trägt ein Anteil das Siegel Agriculture Biologique. Im Jahre 2013 wurden 180 Tonnen durch 9 landwirtschaftliche Familienbetriebe und eine Genossenschaft hergestellt.
Das Gebiet der Milchproduktion und der Käseherstellung liegt im Inneren des Massif du Vercors und umfasst 13 Gemeinden des Departements Drôme und 14 des von Isère.
Gemeinden im Département Drôme: Bouvante, Le Chaffal, La Chapelle-en-Vercors, Échevis, Léoncel, Omblèze, Plan-de-Baix, Saint-Agnan-en-Vercors, Saint-Jean-en-Royans, Saint-Julien-en-Vercors, Saint-Laurent-en-Royans, Saint-Martin-en-Vercors, Vassieux-en-Vercors.
Gemeinden im Département Isère: Autrans, Châtelus, Choranche, Corrençon-en-Vercors, Engins, Izeron, Lans-en-Vercors, Malleval-en-Vercors, Méaudre, Presles, Rencurel, Saint-Nizier-du-Moucherotte, Saint-Pierre-de-Chérennes, Villard-de-Lans.

## Verzehr und Bewerbung
Zum Käse passt ein tanninhaltiger Rotwein, wie ein Cahors oder Madiran oder auch ein süßer Wein, wie ein Sauternes, ein Banyuls oder ein Maury.
Im Jahre 1987 wurde die Bruderschaft des Bleu du Vercors-Sassenage gegründet. Sie organisiert in Sassenage jährlich ein Fest um Werbung für den Käse zu machen.
Seit 2001 organisieren die Gemeinden des Parc Naturel Régional du Vercors jährlich ein Fest des Bleu du Vercors-Sassenage in den zugehörigen Gemeinden.